# Asesinato de Fernando Haymal
El asesinato de Fernando Rubén Haymal (alias Valdez) fue realizado el 2 de septiembre de 1975 por miembros de Montoneros. La decisión de ejecutarlo fue tomada en una sentencia de lo que la organización guerrillera denominaba juicio revolucionario. En este proceso, el Consejo Regional de Córdoba de Montoneros juzgó que Haymal era culpable de los cargos de “traidor y delator” debido a que había proporcionado información a la Policía de Córdoba luego de ser detenido y torturado por esa institución.

## Juicio revolucionario
El 5 de agosto de 1975, Haymal fue apresado por la Policía de Córdoba y torturado para que revele información sobre la organización. Según el parte de la organización, el propio Haymal reconoció haber entregado la información de la casa de un militante y de un local de funcionamiento en cuya construcción había participado.
Al día siguiente, la policía de la ciudad desmanteló la casa y el local. Allí encontró información que conllevó el apresamiento de 10 militantes y la muerte de Marcos Osatinsky.
El denominado juicio revolucionario se realizó el 26 de agosto, cinco días después del asesinato de Osatinsky. Se realizó sin la presencia física de Haymal debido a las «dificultades técnicas que tiene la organización para hacer comparecer».
Fue acusado de «traidor y delator», por dar la información que causó la detención de más de 10 compañeros, el asesinato de uno de ellos; ocasionar la caída de diversos medios materiales como dinero, armas, municiones, explosivos, casa, coches, elementos de propaganda y documentos lo cual obligó a otros militantes a pasar a la clandestinidad.
Haymal dijo en su descargo ante sus compañeros que sus captores lo habían torturado y además amenazaban con matar a su familia y torturar a su hijo pequeño y a su mujer embarazada si no hablaba, por lo que les dijo lo del local pensando que allí no encontrarían a nadie. Para Montoneros el 95% de los militantes capturados pasó la tortura sin entregar ningún dato de importancia, lo demostraba que la tortura es perfectamente soportable y que no es un problema de resistencia física sino de seguridad ideológica.
Haymal aseguraba que aguantó 96 horas de tortura, lo cual pensaba era tiempo suficiente como para que sus compañeros de militancia se dieran cuenta de que estaba detenido y pudieran escaparse. El juicio de Montoneros fue publicado en la revista Evita Montonera. Según el hermano de Haymal, este habría descubierto corrupción dentro de la organización debido a la cual algunos militantes se habrían apropiado del botín de los secuestros y asaltos a blindados.
Se consideraron como elementos atenuantes que las declaraciones fueron a la policía local y que hacía 96 horas que había concurrido a un control organizativo. Y, como elementos agravantes, que era consciente de la importancia de los datos que entregaba; haber tenido una reunión de su ámbito poco tiempo antes de su caída donde se impartieron instrucciones sobre proceder ante el enemigo y que no ocultó la información ni siquiera 24 horas.

### Sentencia
El así llamado Tribunal dio por ciertos y probados los siete cargos a que se le hicieron a Haymal, y no consideró válidos los elementos atenuantes. Fue sentenciado «a ser pasado por las armas en el lugar y momento en que se lo encuentre», disparandole dos veces en el toráx con una pistola calibre .45 ACP. El 2 de septiembre de 1975, se comunicó que se había cumplido con la sentencia.

## Circunstancias del asesinato
Sobre la forma en que se cumplió la condena del juicio revolucionario hay diferentes versiones. Según Ceferino Reato Haymal fue asesinado en el barrio de Alta Córdoba por dos disparos calibre 45 y su cuerpo arrastrado por las calles en un Peugeot 404 blanco hasta que quedó destrozado, Según La Voz del Interior lo arrastraron vivo. Rodolfo Galimberti trata las muertes de Haymal y Osatinsky y da a entender que a quien arrastraron vivo de un vehículo fue a este último. Según otros autores Haymal fue ejecutado dentro de un auto el de 2 de septiembre de 1975 y fue encontrado por la policía del Chaco.

## Hechos posteriores
Según, Ceferino Reato, los familiares de Haymal cobraron el resarcimiento que el Estado dispuso para las víctimas del terrorismo de Estado. En 2006, la Secretaría de Derechos Humanos incorporó su nombre al Registro de Desaparecidos y Fallecidos (REDEFA) dentro de la categoría de «víctimas de ejecución sumaria». Asimismo su nombre figura bajo esa misma categoría en el Monumento a las Víctimas del Terrorismo de Estado en el Parque de la Memoria de Buenos Aires.
Su hijo, Marcos Haymal, llamado así en homenaje al asesinado Marcos Osatinsky, nació un mes después de su muerte y creyendo que su padre había sido asesinado por las fuerzas policiales represivas, militó durante años en H.I.J.O.S. en Córdoba, hasta que se enteró de la verdad.
En enero de 2014 el Juez Claudio Bonadío comenzó una investigación sobre las irregularidades en los pagos a supuestas víctimas de la dictadura o de grupos paraestatales que no eran tales y ordenó un allanamiento buscando el legajo de Haymal.